# Diótrefes
Diótrefes fue un hombre mencionado en la Tercera Epístola de Juan (versículos 9—11). Su nombre significa «alimentado por Júpiter». Como comenta el erudito Raymond E. Brown, «Diótrefes no es un nombre particularmente común».
Además de ser ambicioso, orgulloso, irrespetuoso de la autoridad apostólica, rebelde e inhóspito, el autor de la carta dice que Diótrefes intentó obstaculizar a los que deseaban mostrar hospitalidad a los hermanos y expulsarlos de la congregación. Ni siquiera la ubicación de la iglesia de Diótrefes puede determinarse a partir de la carta. Es discutible si la antipatía expresada en 3 Juan se basa en «una disputa teológica, un enfrentamiento de autoridades eclesiásticas rivales, un desacuerdo sobre las responsabilidades financieras de la misión o una antipatía personal».
Adolf von Harnack era de la opinión de que Diótrefes fue el obispo monárquico más antiguo cuyo nombre ha sobrevivido.

## Pasaje bíblico
A continuación reproducimos el pasaje y las notas de la New English Translation.
1:9 Escribí algo a la iglesia, pero Diótrefes, que ama ser el primero entre ellos, no nos reconoce. 1:10 Por lo tanto, si vengo, Llamaré la atención sobre las obras que está haciendo - ¡la presentación de cargos injustificados contra nosotros con palabras malvadas! Y no contento con eso, ¡no sólo se niega a recibir él mismo a los hermanos, sino que obstaculiza a las personas que quieren hacerlo y las expulsa de la iglesia! 1:11 Querido amigo, no imites lo malo, sino lo bueno. El que hace el bien es de Dios; el que hace el mal no ha visto a Dios.